# Bernhard Steiner (Dirigent)

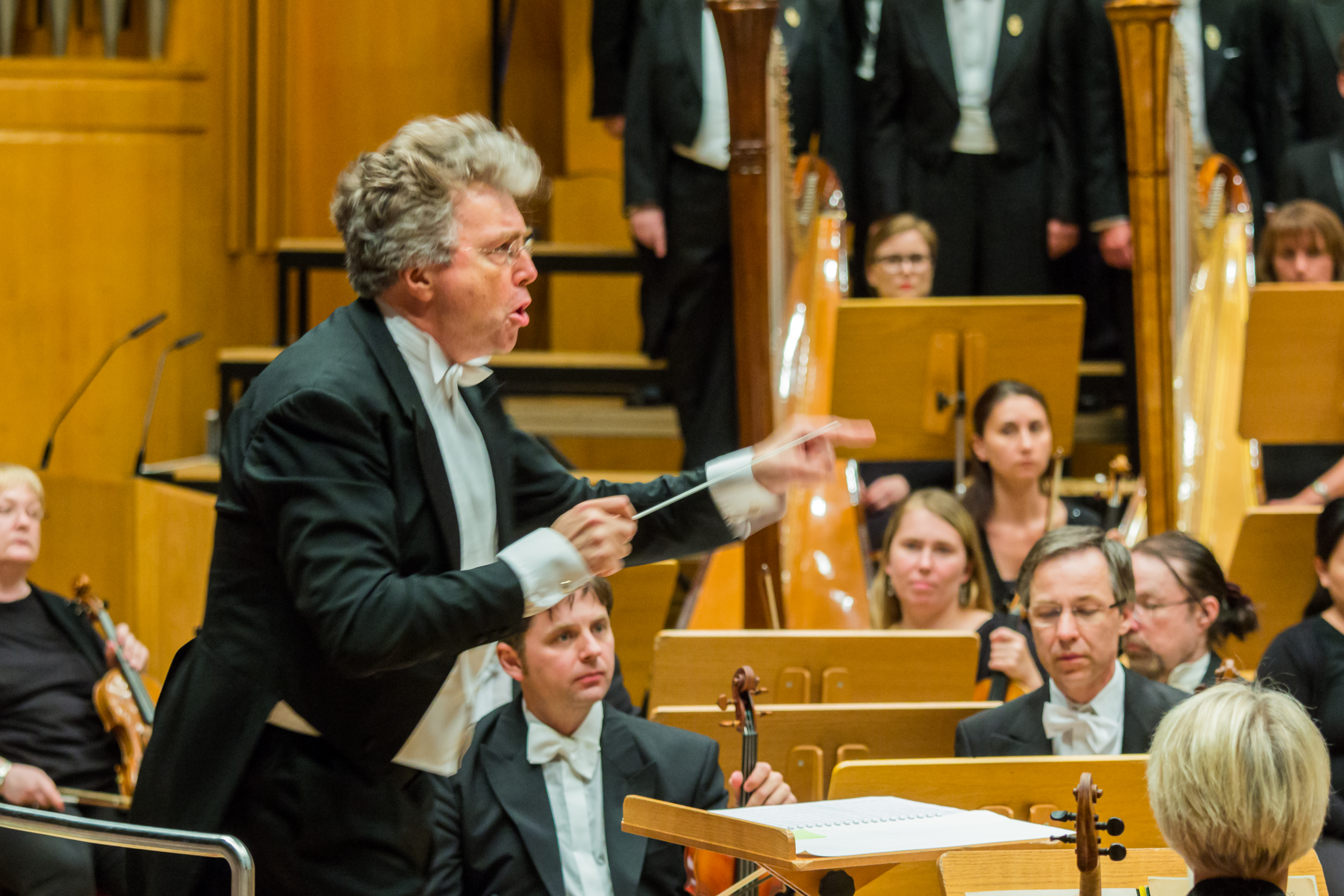
Bernhard Steiner dirigiert den Kölner Männer-Gesang-Verein, begleitet von der Neuen Philharmonie Westfalen, 2017

Bernhard Steiner (* 5. November 1963 in Wien) ist ein österreichischer Dirigent.

## Leben
Bernhard Steiner studierte an der Wiener Musikhochschule Schulmusik, Tonsatz, Gesangspädagogik, Chor- und Orchesterdirigieren. Von 1989 bis 1991 war er Kapellmeister bei den Wiener Sängerknaben und leitete in dieser Zeit etwa 200 Konzerte in Österreich, Frankreich, Schweiz, Italien, England, Irland, Spanien, Griechenland, USA und Kanada. Einstudierungen erfolgten für die Wiener Festwochen, die Salzburger Festspiele sowie für Schallplatten- und Fernsehaufzeichnungen.
Mit dem von ihm 1989 gegründeten Wiener Streichorchester spezialisierte er sich auf die Aufführung zeitgenössischer Musik und leitete zahlreiche Uraufführungen und österreichische Erstaufführungen in Wien und ganz Österreich, Gastspiele und Konzerttourneen im Ausland sowie Rundfunkaufnahmen und CD-Einspielungen. 1991 gewann Bernhard Steiner den Dirigentenwettbewerb „Forum junger Künstler“ des Wiener Kammerorchesters und wurde daraufhin ständiger Gastdirigent des Wiener Mozartorchesters und des Wiener Walzerorchesters. Von 1994 bis 1998 war er erster Gastdirigent des Dohnányi Symphonieorchesters Budapest.
1994 war er Assistent von Norbert Balatsch bei den Festspielen in Bayreuth und 1997 Studienleiter und Assistent von Lothar Zagrosek beim Internationalen Opernkurs der Jeunesses Musicales auf Schloss Weikersheim. Nach dreijähriger Tätigkeit als Kapellmeister und Chordirektor am Stadttheater Gießen ging Bernhard Steiner von 1998 bis 2003 in gleicher Funktion an das Theater Koblenz.
Als Gastdirigent war Bernhard Steiner u. a. eingeladen beim Wiener Kammerorchester, der Janáček-Philharmonie, dem Niederösterreichischen Tonkünstlerorchester, beim Bilkent Symphonie Orchester in Ankara, beim Philharmonischen Orchester in Klausenburg (Rumänien), bei der Philharmonie Krakau und bei der Radiophilharmonie Ljubljana. In Deutschland dirigierte Bernhard Steiner das Staatsorchester Rheinische Philharmonie, die Nordwestdeutsche Philharmonie Herford, die Bergischen Symphoniker, die Bochumer Sinfoniker, die Neue Philharmonie Westfalen sowie das Preußische Kammerorchester, das Stuttgarter Kammerorchester und das Folkwang-Kammerorchester Essen. Außerdem leitete er Gastvorstellungen an den Theatern Schwerin, Augsburg, Regensburg und Passau. 2005 dirigierte Bernhard Steiner zwei Tourneeproduktionen der Lustigen Witwe und der Csárdásfürstin in den Niederlanden und war dieses Jahr zum dritten Mal musikalischer Leiter des Divertissementchens der „Cäcilia Wolkenburg“ am Kölner Opernhaus. Seit 2001 ist Bernhard Steiner außerdem musikalischer Leiter des Kölner Männer-Gesang-Vereins.
Von 2006 bis 2013 war Bernhard Steiner künstlerischer Leiter der alljährlichen „Koblenzer Mendelssohntage“. Im Rahmen eines Lehrauftrags für Dirigieren unterrichtete Steiner seit Beginn des Sommersemesters 2006 drei Jahre lang an der Folkwang Musikhochschule in Essen. Seit Sommer 2008 ist Bernhard Steiner als erster Kapellmeister und stellvertretender Generalmusikdirektor am Theater Hagen tätig. Von 2011 bis 2020 war er Chefdirigent der Bayer-Philharmoniker in Leverkusen.
2021 wurde er zum Künstlerischer Leiter der Schola Cantorum Leipzig. Die Schola Cantorum Leipzig ist  eine der größten und aktivsten Chorformationen im mitteldeutschen Raum und wichtiger lokaler Bildungsträger außerdem klingende Botschafterin für die Musikstadt Leipzig. Er arbeitet dort gemeinsam  mit einem Team aus knapp 30 professionellen Musikpädagoginnen und -pädagogen an der musikalischer Bildung von über  300 Kindern, Jugendlichen, jungen Erwachsenen, Frauen und Männern.